# Chondrichthyes
Chondrichthyes (peștii cartilaginoși) sunt în mare parte pești de pradă marini de talie mare, printre care se numără familiile din care face parte rechinul  (Selachii) cu peste 500 de specii,  și pisica de mare (Chimaeriformes) cu 34 de specii.
Speciile din această clasă au un schelet cartilaginos, incomplet osificat, impregnat cu cristale prismatice de carbonat de calciu, și coada împărțită în două părți inegale. În apropierea cozii se află o valvulă, care acoperă așa numitele organe sexuale, o caracteristică ancestrală a peștilor cartilaginoși (pleziomorfie). Cele 20 de specii din familia Potamotrygonidae trăiesc în apele dulci din America de Sud.

## Caracterele distinctive ale peștilor cartilaginoși
1. Capul și adesea trunchiul sunt turtite dorsoventral.
2. Majoritatea speciilor sunt marine.
3. Endoscheletul (scheletul intern) este întotdeauna cartilaginos, adesea calcificat. Țesutul osos total absent.
4. Pielea este acoperita cu solzi placoizi sau goală. Solzii placoizi acoperă corpul și formează un schelet extern bine dezvoltat.
5. Posedă spiracule și 5-7 perechi de branhii, care se deschid în afară prin tot atîtea fante  branhiale sau printr-un orificiu comun. Lamele branhiale se prind pe septe, care separă fantele branhiale și care sunt mai lungi decât lamele branhiale.
6. Operculul (osul opercular) lipsește.
7. Articulația mandibulei cu neurocraniu este hiostilică sau amfistilică.
8. Partea proximală a scheletului înotătoarelor neperechi este formată din raze (radii) interne cartilaginoase în formă de bastonașe. Razele externe (actinotrihi sau ceratotrihi) ale înotătoarelor sunt elastice alcătuite dintr-o substanță, numită elastoidină.
9. Înotătoarele perechi au baze largi.
10. Înotătoarea caudală este de obicei heterocercă.
11. Vezica cu aer și plămânii lipsesc.
12. Dinții din gura lor sunt solzi placoizi modificați.
13. Intestinul este prevăzut cu o valvulă spirală.
14. Inima este prevăzută cu un con arterial, care are mai multe etaje de valvule.
15. Telencefalul are în bolta sa un paliu și față de ceilalți pești atinge o mărime remarcabilă.
16. Rinichiul este în stadiul de mezonefros.
17. Cu excepția batoideelor de apă dulce, peștii cartilaginoși reglează presiunea osmotică prin retenția ureei.
18. Au o glandă de sare rectală unică care secretă excesul de săruri din sânge în intestin.
19. Cloaca prezentă.
20. Sexele sunt separate, gonadele perechi, gonoductele se deschid în cloaca.
21. Masculii sunt prevăzuți, de obicei, cu organe copulatoare, numite pterigopodii, derivate din înotătoarele ventrale.
22. Oviductul este reprezentat prin canalul lui Müller, iar spermatozoizii sunt eliminați prin canalul lui Wolff.
23. Fecundația este internă.
24. Ovovivipare sau ovipare.
25. Oul mare și bogat în vitelus (ou telolecit) este învelit într-o coajă cornoasă tare.
26. Primii pești cartilaginoși sunt cunoscuți din devonianul superior. Dintre peștii actuali, peștii cartilaginoși au păstrat cele mai numeroase caractere primitive.
27. Se cunosc aproximativ 970 de specii de peștii cartilaginoși actuali, dintre care câteva specii trăiesc și în apele din România.

## Mod de viață
Aproape toate speciile de Chondrichthyes sunt pești de pradă marini, cu excepția familiei Pristidae și în parte familia Dasyatidae, care urcă din mare în susul apelor curgătoare. Speciile din familia Potamotrygonidae trăiesc permanent în apele dulci. Din cauza distanțelor mari pe care le parcurg, sunt o serie de specii insuficient cercetate. Acest lucru face ca unele specii să fie periclitate, fără să fie sesizat pericolul. Toți peștii cartilaginoși sunt carnivori. Speciile mari consumă cu predilecție pești osoși, dar majoritatea speciilor consumă crustacee și moluște, iar specia Megachasma Pelagios și cele din genul Mobula se hrănesc cu plancton.
Fecundația are loc la circa 50% din specii prin copulație, ele fiind ovovivipare, adică nasc larve vii, pe când restul sunt ovipare, adică femela depune ouă (icre) din care vor ecloza larvele (puietul).

## Diferențierea între peștii cartilaginoși și peștii osoși
Peștii cartilaginoși și peștii osoși se deosebesc prin următoarele caractere:
| Caractere                                  | Peștii cartilaginoși (Chondrichthyes) | Peștii osoși (Osteichthyes) |
| ------------------------------------------ | --- | --- |
| Habitat                                    | Majoritatea marini | Marini și de apă dulce |
| Forma corpului                             | Depresiformă - capul și adesea trunchiul sunt comprimate dorsoventral (la batoidee) sau fusiformă (la rechini) | Corpul, de obicei, turtit lateral. Mai rar fusiform (în formă de fus), aculeiform (în formă de fus subțire), serpentiform (cilindric și lung) |
| Înotătoarele perechi                       | Înotătoarele perechi au baze largi | Înotătoarele perechi au baze înguste |
| Înotătoarea caudală                        | Heterocercă (are lobul superior și inferior inegali și asimetrici, lobul superior în care intră și coloana vertebrală este mai mare) | Homocercă (lobii înotătoarei caudale se prezintă la exterior egali și simetrici, în care coloana vertebrală nu mai pătrunde și se termină aproape de baza acestor lobi) |
| Solzii                                     | Placoizi | Ganoizi, cicloizi sau ctenoizi. Solzii placoizi nu se întâlnesc niciodată |
| Gura și nările                             | Situate pe fața ventrală a capului | Gura de obicei este situată terminal iar nările pe partea dorsală a capului |
| Dinții                                     | Dinții sunt dispuși în mai multe rânduri pe cartilajul palatopătrat (maxilarul superior) și pe cartilajul lui Meckel (maxilarul inferior). Ei iau naștere pe maxilarele primare și sunt înlocuiți pe măsură ce se uzează de noi dinți care se mișcă în sus.            | Dinții se pot găsi pe toate oasele care delimitează cavitatea bucală și chiar pe osul entoglos. Ei fuzionează cu oasele dermice ale cavității bucale. Dinții nu iau naștere pe maxilarele primare. Ei sunt înlocuiți în mod repetat, dar dinții noi nu se mișcă continuu în sus. |
| Branhiile                                  | Lamelele branhiale cu septe interbranhiale lungi, care separă fantele branhiale și care sunt mai lungi decât lamele branhiale. Lamelele branhiale sunt prinse în toată lungimea lor de septul interbranhial care le depășește, astfel încât ele nu se văd la exterior. | Lamele branhiale filiforme, sunt dispuse în două rânduri pe arcurile branhiale numai cu baza lor îngustă, se alipesc de partea exterioară a arcurilor branhiale, iar septele interbranhiale lipsesc sau sunt numai slab dezvoltate |
| Spiraculul, fantele branhiale și operculul | Spiraculul și 5-7 perechi de fante branhiale sunt prezente. Operculul lipsește. | Spiraculul de obicei lipsește (se păstrează numai la formele inferioare). 5 perechi de fante branhiale sunt acoperite de opercul. |
| Mecanismul respirației                     | Mecanismul de respirație este simplu: apa intră prin gură și prin spiracul, apoi peștele închide gura și împinge apa la branhii, de unde aceasta iese afară prin fantele branhiale.                                                                                    | Mecanismul respirației constă din mai multe faze consecutive. În prima fază peștele inspiră apa prin gură, pereții cavității bucale și branhiile se bombează iar membrana branhiostegală, se alipește de corp, jucând rolul unei supape de închidere; în cavitatea branhială ia naștere astfel o presiune negativă, iar apa din gură intră în cavitatea branhială unde scaldă branhiile. În faza a doua, gura se închide, pereții cavității branhiale revin la loc, micșorând această cavitate și ca urmare în cavitatea branhială se se formează o presiune pozitivă: apa este apoi împinsă printre lamelele branhiale, ieșind afară pe sub opercul, ridicând membrana branhiostegală. Pătrunderea apei înapoi în faringe este împiedicată de lamelele branhiale, care se alipesc strâns una de alta. |
| Endoscheletul (scheletul intern)           | Cartilaginos | Osos |
| Centura                                    | Centura scapulară și centura pelviană sunt formată din două piese (jumătăți) care se unesc pe linia medioventrală. Centură scapulară nu se articulează cu craniul. | Centura scapulară și centura pelviană sunt formată din două piese (jumătăți) care nu se unesc. Centură scapulară se articulează cu craniul. |
| Articulația mandibulei cu neurocraniu      | Hiostilică (prin intermediul hiomandibularului) | Hiostilică (prin hiomandibular) sau autostilică (mandibula se articulează direct cu craniul) |
| Vezica cu aer                              | Lipsește | Majoritatea speciilor sunt prevăzute cu o vezică cu aer |
| Glandele de eliminare a sării              | Glanda de eliminare a sării rectală unică secretă excesul de sare din sânge în intestin | Celulele regulatoare a sării sunt prezente în branhii. |

## Clasificare
Clasificarea peștilor cartilaginoși după Joseph Nelson, 2006
Subclasa Elasmobranchii
- †Plesioselachus

- †Ordinul Squatinactiformes
- †Ordinul Protacrodontiformes

- †Infraclasa Cladoselachimorpha

- †Ordinul Cladoselachiformes

- †Infraclasa Xenacanthimorpha

- †Ordinul Xenacanthiformes

- Infraclasa Euselachii

- †Ordinul Ctenacanthiformes

- †Diviziune Hybodonta

- †Ordinul Hybodontiformes

- Diviziune Neoselachii

- Subdiviziune Selachii

- Supraordinul Galeomorphi

- Ordinul Heterodontiformes

- Familia  Heterodontidae

- Ordinul Orectolobiformes

- Familia  Parascylliidae
- Familia  Brachaeluridae
- Familia  Orectolobidae
- Familia  Hemiscylliidae
- Familia  Stegostomatidae
- Familia  Ginglymostomatidae
- Familia  Rhincodontidae

- Ordinul Lamniformes

- Familia  Odontaspididae
- Familia  Mitsukurinidae
- Familia  Pseudocarchariidae
- Familia  Megachasmidae
- Familia  Alopiidae
- Familia  Cetorhinidae
- Familia  Lamnidae

- Ordinul Carcharhiniformes

- Familia  Scyliorhinidae
- Familia  Proscylliidae
- Familia  Pseudotriakidae
- Familia  Leptochariidae
- Familia  Triakidae
- Familia  Hemigaleidae
- Familia  Carcharhinidae
- Familia  Sphyrnidae

- Supraordinul Squalomorphi

- Ordinul Hexanchiformes

- Familia  Chlamydoselachidae
- Familia  Hexanchidae

- Ordinul Echinorhiniformes

- Familia  Echinorhinidae

- Ordinul Squaliformes

- Familia  Squalidae
- Familia  Centrophoridae
- Familia  Etmopteridae
- Familia  Somniosidae
- Familia  Oxynotidae
- Familia  Dalatiidae

- †Ordinul Protospinaciformes
- Ordinul Squatiniformes

- Familia  Squatinidae

- Ordinul Pristiophoriformes

- Familia  Pristiophoridae

- Subdiviziune Batoidea

- Ordinul Torpediniformes

- Familia  Torpedinidae
- Familia  Narcinidae

- Ordinul Pristiformes

- Familia  Pristidae

- Ordinul Rajiformes

- Familia  Rhinidae
- Familia  Rhynchobatidae
- Familia  Rhinobatidae
- Familia  Rajidae

- Ordinul Myliobatiformes

- Familia  Platyrhinidae
- Familia  Zanobatidae
- Familia  Hexatrygonidae
- Familia  Plesiobatidae
- Familia  Urolophidae
- Familia  Urotrygonidae
- Familia  Dasyatidae
- Familia  Potamotrygonidae
- Familia  Gymnuridae
- Familia  Myliobatidae

Subclasa Holocephali
- †Supraordinul Paraselachimorpha

- †Ordinul Orodontiformes
- †Ordinul Petalodontiformes
- †Ordinul Helodontiformes
- †Ordinul Iniopterygiformes
- †Ordinul Debeeriiformes
- †Ordinul Eugeneodontiformes

- Supraordinul Holocephalimorpha

- †Ordinul Psammodontiformes
- †Ordinul Copodontiformes
- †Ordinul Squalorajiformes
- †Ordinul Chondrenchelyiformes
- †Ordinul Menaspiformes
- †Ordinul Coliodontiformes
- Ordinul Chimaeriformes

- Familia  Callorhinchidae (Callorhynchidae)
- Familia  Rhinochimaeridae
- Familia  Chimaeridae 

* poziție incertă